# Heinrich Willde

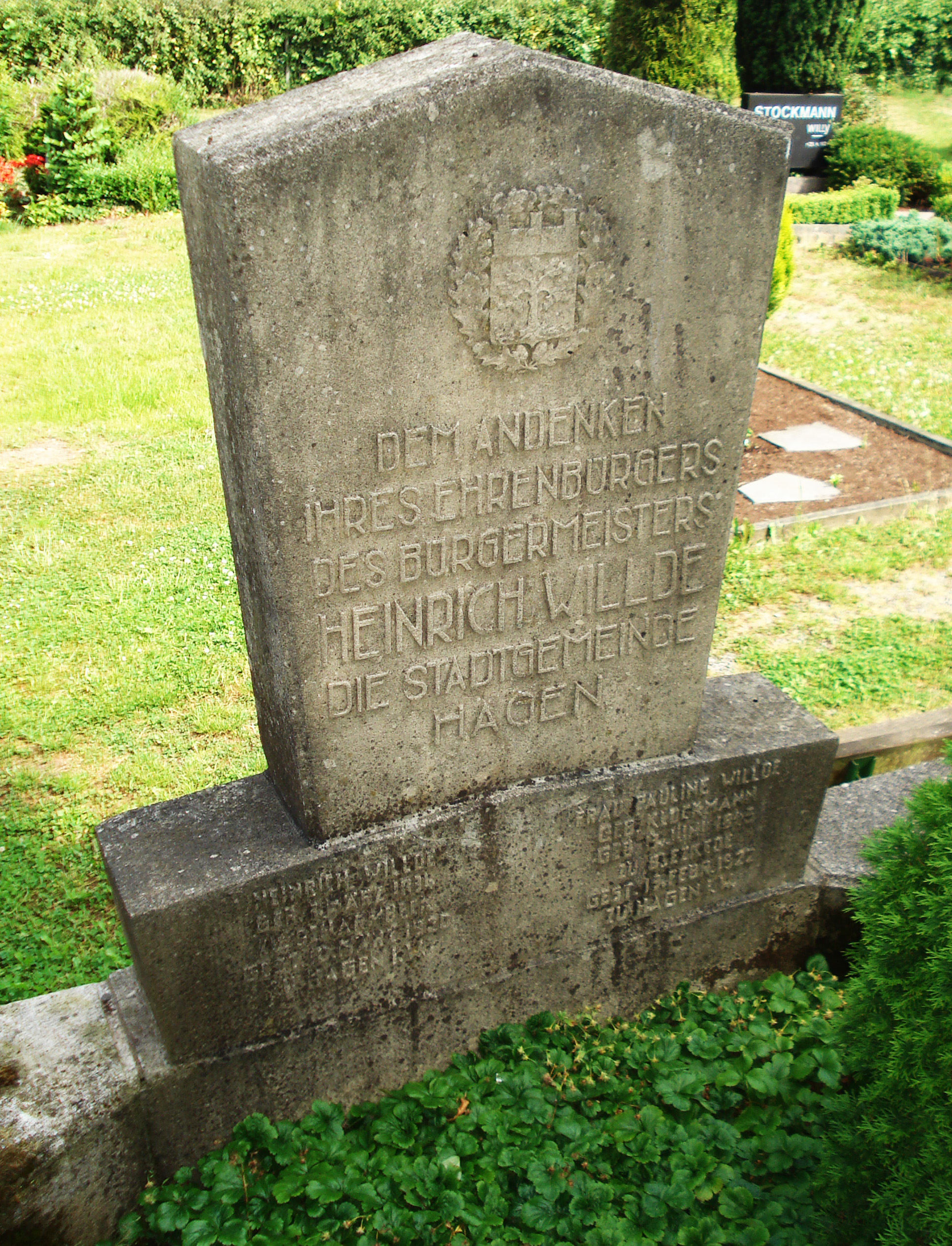
Grabstein von Heinrich Willde auf dem Rembergfriedhof in Hagen

Heinrich Diedrich Christoph Willde (* 3. März 1834 in Scharnebeck/Landkreis Lüneburg; † 18. März 1920 in Hagen) war Bürgermeister und Beigeordneter der westfälischen Stadt Hagen.
Heinrich Willde war der Sohn eines Königlichen Steuereinnehmers und schlug nach seinem Schulabschluss die Verwaltungslaufbahn ein. 1864 wurde er Amtsvogt und ab 1868 Amtssekretär in Burgwedel bei Celle, wo er auch die Funktion eines Polizeianwalts innehatte.
Im Jahr 1878 wurde er in Hagen auf 12 Jahre zum besoldeten Beigeordneten gewählt, seine Tätigkeit 1890 um weitere 12 Jahre und 1902 auf Lebenszeit verlängert. Bereits 1888 war er zum Zweiten Bürgermeister berufen worden und übte diese Tätigkeit bis ins 80. Lebensjahr hinein aus.
Heinrich Willde wurde am 23. Februar 1914, rechtzeitig vor seinem 80. Geburtstag, als dritter Bürger seiner Heimatstadt zum Ehrenbürger ernannt, noch heute ist im Hagener Stadtteil Emst ein Straßenzug nach ihm benannt.
| Personendaten    | Personendaten                                                           |
| ---------------- | ----------------------------------------------------------------------- |
| NAME             | Willde, Heinrich                                                        |
| ALTERNATIVNAMEN  | Willde, Heinrich Diedrich Christoph                                     |
| KURZBESCHREIBUNG | deutscher Bürgermeister und Beigeordneter der westfälischen Stadt Hagen |
| GEBURTSDATUM     | 3. März 1834                                                            |
| GEBURTSORT       | Scharnebeck, Landkreis Lüneburg                                         |
| STERBEDATUM      | 18. März 1920                                                           |
| STERBEORT        | Hagen                                                                   |